# Micrurus stewarti
Micrurus stewarti (панамський кораловий аспід) — вид отруйних змій родини аспідових (Elapidae). Мешкає в Південній Америці.

## Поширення і екологія
Панамські коралові аспіди мешкають в центральній частині Панами. Вони живуть у вологих тропічних лісах в низинах і передгір'ях. Зустрічаються на висоті від 20 до 850 м над рівнем моря. Ведуть наземний, напівриючий спосіб життя.